# Список правителів Гаїті
У цій статті подано список правителів Гаїті.

## Імперія Гаїті (1804-1806)
| Портрет | Ім'я            | Початок правління | Завершення правління |
| ------- | --------------- | ----------------- | -------------------- |
|         | імператор Жак I | 22 вересня 1804   | 17 жовтня 1806       |

## Держава Гаїті (1806—1811)
| Портрет | Ім'я                   | Початок правління | Завершення правління |
| ------- | ---------------------- | ----------------- | -------------------- |
|         | президент Анрі Крістоф | 17 жовтня 1806    | 28 березня 1811      |

## Королівство Гаїті (1811—1820)
| Портрет | Ім'я          | Початок правління | Завершення правління |
| ------- | ------------- | ----------------- | -------------------- |
|         | король Анрі I | 28 березня 1811   | 8 жовтня 1820        |

## Республіка Гаїті (1811—1849)
Президенти:
- Анрі Крістоф: 28 грудня 1806 — 27 січня 1807
- Брюно Бланше (в. о.): 27 січня — 10 березня 1807
- Александр Петіон: 10 березня 1807 — 29 березня 1818
- Жан-П'єр Буайє: 30 березня 1818 — 13 березня 1843
- Шарль Ерар ді Рив'єр: 13 березня 1843 — 2 травня 1844
- Філіп Гер'є: 3 травня 1844 — 15 квітня 1845
- Жан-Луї П'єро: 16 квітня 1845 — 1 березня 1846
- Жан-Баптист Ріше: 1 березня 1846 — 27 лютого 1847
- Фостен-Елі Сулук: 1 березня 1847 — 26 серпня 1849 (пізніше проголошений імператором)

## Імперія Гаїті (1849—1859)
| Портрет | Ім'я               | Початок правління | Завершення правління |
| ------- | ------------------ | ----------------- | -------------------- |
|         | імператор Фостен I | 26 серпня 1849    | 15 січня 1859        |

## Республіка Гаїті (1849— дотепер)
Президенти:
- Фабр Жефрар: 16 січня 1859 — 13 березня 1867
- Жан Ніколя Ніссаж Саже (в.о.): 20 березня — 2 травня 1867
- Сильвен Сальнав: 4 травня 1867 — 27 грудня 1869
- Жан Ніколя Ніссаж Саже: 27 грудня 1869 — 13 травня 1874
- Рада державних секретарів: 13 травня — 14 червня 1874
- Мішель Домінік: 14 червня 1874 — 15 квітня 1876
- П'єр Теома Буарон-Каналь: 23 квітня 1876 — 17 липня 1879
- Жозеф Ламот (в.о.): 26 липня — 2 жовтня 1879
- Луї Саломон: 2 жовтня 1879 — 10 серпня 1888
- П'єр Теома Буарон-Каналь (в.о.): 10 серпня — 16 жовтня 1888
- Франсуа Дені Лежитім: 16 жовтня 1888 — 22 серпня 1889
- Монпуан (в.о.): 23 серпня — 17 жовтня 1889
- Луї Іполит: 17 жовтня 1889 — 24 березня 1896
- Огюст Симон-Сан: 31 березня 1896 — 12 травня 1902
- П'єр Теома Буарон-Каналь (в.о.): 26 травня — 17 грудня 1902
- П'єр Нор Алексіс: 17 грудня 1902 — 2 грудня 1908
- Франсуа Антуан Симон: 6 грудня 1908 — 3 серпня 1911
- Мішель Сінсіннатюс Леконт: 24 липня 1911 — 8 серпня 1912
- Жан Антуан Танкред Огюст: 8 серпня 1912 — 3 травня 1913
- Мішель Орест: 12 травня 1913 — 27 січня 1914
- Орест Самор: 8 лютого — 29 жовтня 1914
- Жозеф Теодор: 6 листопада 1914 — 22 лютого 1915
- Жан Вільбрен Гійом Сан: 25 лютого — 28 липня 1915
- Філіп Сюдр Дартігенав: 12 серпня 1915 — 15 травня 1922
- Луї Борно: 15 травня 1922 — 15 травня 1930
- Луї Ежен Рой: 15 травня — 18 листопада 1930
- Стеніо Жозеф Вінсен: 18 листопада 1930 — 15 травня 1941
- Елі Леско: 15 травня 1941 — 11 січня 1946
- Франк Лаво: 11 січня — 16 серпня 1946
- Дюмарсе Естіме: 16 серпня 1946 — 10 травня 1950
- Франк Лаво: 10 травня — 6 грудня 1950
- Поль Ежен Маглуар: 6 грудня 1950 — 12 грудня 1956
- Жозеф Немур П'єр-Луї (в.о.): 12 грудня 1956 — 4 лютого 1957
- Франк Сильвен (в.о.): 7 лютого — 1 квітня 1957
- Виконавча урядова рада: 6 квітня — 20 травня 1957
- Леон Кантав: 20 травня — 25 травня 1957
- П'єр Фіньйоль (в.о.): 25 травня — 14 червня 1957
- Антоніо Кебро (голова Військової ради): 14 червня — 22 жовтня 1957
- Франсуа Дювальє: 22 жовтня 1957 — 21 квітня 1971
- Жан-Клод Дювальє: 21 квітня 1971 — 6 лютого 1986
- Анрі Намфі (голова Національної ради): 7 лютого 1986 — 7 лютого 1987
- Леслі Маніга: 7 лютого 1987 — 20 червня 1988
- Анрі Намфі: 20 червня — 17 вересня 1988
- Проспер Авріль: 17 вересня 1988 — 11 березня 1990
- Ерар Абрахам 11 березня 1990 — 13 березня 1990
- Ерта Паскаль Труійо (в.о.): 13 березня 1990 — 7 січня 1991
- Роже Лафонтан (в.о.): 7 січня 1991
- Ерта Паскаль Труійо (в.о.): 7 січня — 7 лютого 1991
- Жан-Бертран Аристид: 7 лютого — 1 жовтня 1991
- Рауль Седра (лідер військової хунти): 30 вересня — 8 жовтня 1991
- Жозеф Нерет (в.о.): 8 жовтня 1991 — 19 червня 1992
- Марк Луї Базен (в.о.): 19 червня 1992 — 15 червня 1993
- Еміль Жонассен (в.о.): 12 травня — 12 жовтня 1994
- Жан-Бертран Аристид: 12 жовтня 1994 — 7 лютого 1996
- Рене Преваль: 7 лютого 1996 — 7 лютого 2001
- Жан-Бертран Аристид: 7 лютого 2001 — 29 лютого 2004
- Боніфас Александр (в.о.): 29 лютого 2004 — 7 травня 2006
- Рене Преваль: 7 травня 2006 — 14 травня 2011
- Мішель Мартейї: 14 травня 2011 — 7 лютого 2016
- Жоселерм Прівер (в.о.): 7 лютого 2016 — 7 лютого 2017
- Жовенель Моїз: 7 лютого 2017 — 7 липня 2021
- Клод Жозеф (в.о.): 7 липня 2021 — 20 липня 2021
- Арієль Анрі (в.о.): 20 липня 2021 — 24 квітня 2024
- Мішель Патрік Буавер (в.о.): (з 24 квітня 2024)